# Indianápolis
Indianápolis ( /ˌɪndiəˈnæpəlᵻs/), coloquialmente conocido como Indy, es la capital del estado de Indiana y la Sede del Condado de Marion. Según los cálculos de 2019 de la Oficina del Censo, la población de Indianápolis y del condado de Marion fue de 886 220 habitantes. La población de «equilibrio», que excluye los municipios semiautónomos en el condado de Marion, fue de 876 384. Es la decimoséptima ciudad más poblada de Estados Unidos, la tercera ciudad más poblada del Medio Oeste, después de Chicago y Columbus y la cuarta capital de estado más poblada después de Phoenix, Austin y Columbus. El área metropolitana de Indianápolis es la 33ª área estadística metropolitana más poblada de Estados Unidos con 2 048 703 habitantes. Su área estadística combinada ocupa el puesto 28, con una población de 2 431 361 habitantes. Cubre 950 km², lo que la convierte en la decimosexta ciudad más grande por área terrestre en Estados Unidos.
Los pueblos indígenas habitaban el área desde el año 10 000 a. C. En 1818, los lenape renunciaron a sus tierras tribales en el Tratado de Santa María. En 1821, Indianápolis fue fundada como una ciudad planificada para la nueva sede del gobierno estatal de Indiana. La ciudad fue planificada por Alexander Ralston y Elias Pym Fordham en una cuadrícula de 2.6 km² junto al río Blanco. La finalización de la National Road y de la Michigan Road y la llegada del ferrocarril solidificó posteriormente la posición de la ciudad como un centro de fabricación y transporte. Dos de los apodos de la ciudad reflejan sus vínculos históricos con el transporte: «Crossroads of America» y «Railroad City». Desde la consolidación de la ciudad-condado de 1970, conocida como Unigov, la administración del gobierno local opera bajo la dirección de un consejo municipal electo de veinticinco miembros encabezado por el alcalde.
Indianápolis constituye la 29.ª región económica más grande de Estados Unidos, basada principalmente en los sectores de finanzas y seguros, manufactura, servicios profesionales y comerciales, educación y atención médica, gobierno y comercio mayorista. Tiene nichos de mercado notables en los deportes de aficionados y las carreras de autos. Es la sede de tres compañías Fortune 500, dos clubes deportivos de las ligas mayores, cuatro campus universitarios y varios museos, incluido el Museo de los Niños de Indianápolis, el museo infantil más grande del mundo. Es ampliamente conocida por albergar anualmente las 500 Millas de Indianápolis. Entre los sitios y distritos históricos de la ciudad, es la sede de la mayor colección de monumentos dedicados a los veteranos y víctimas de guerra en Estados Unidos fuera de Washington D. C.

## Historia

### Etimología
El nombre Indianápolis se deriva del nombre del estado, Indiana (que significa ‘Tierra de los indios’, o simplemente ‘Tierra indígena’), y polis, la palabra griega para ‘ciudad’. A Jeremiah Sullivan, juez de la Corte Suprema de Indiana, se le atribuye haber acuñado el nombre. Otros nombres considerados fueron Concord, Suwarrow y Tecumseh.

### Fundación

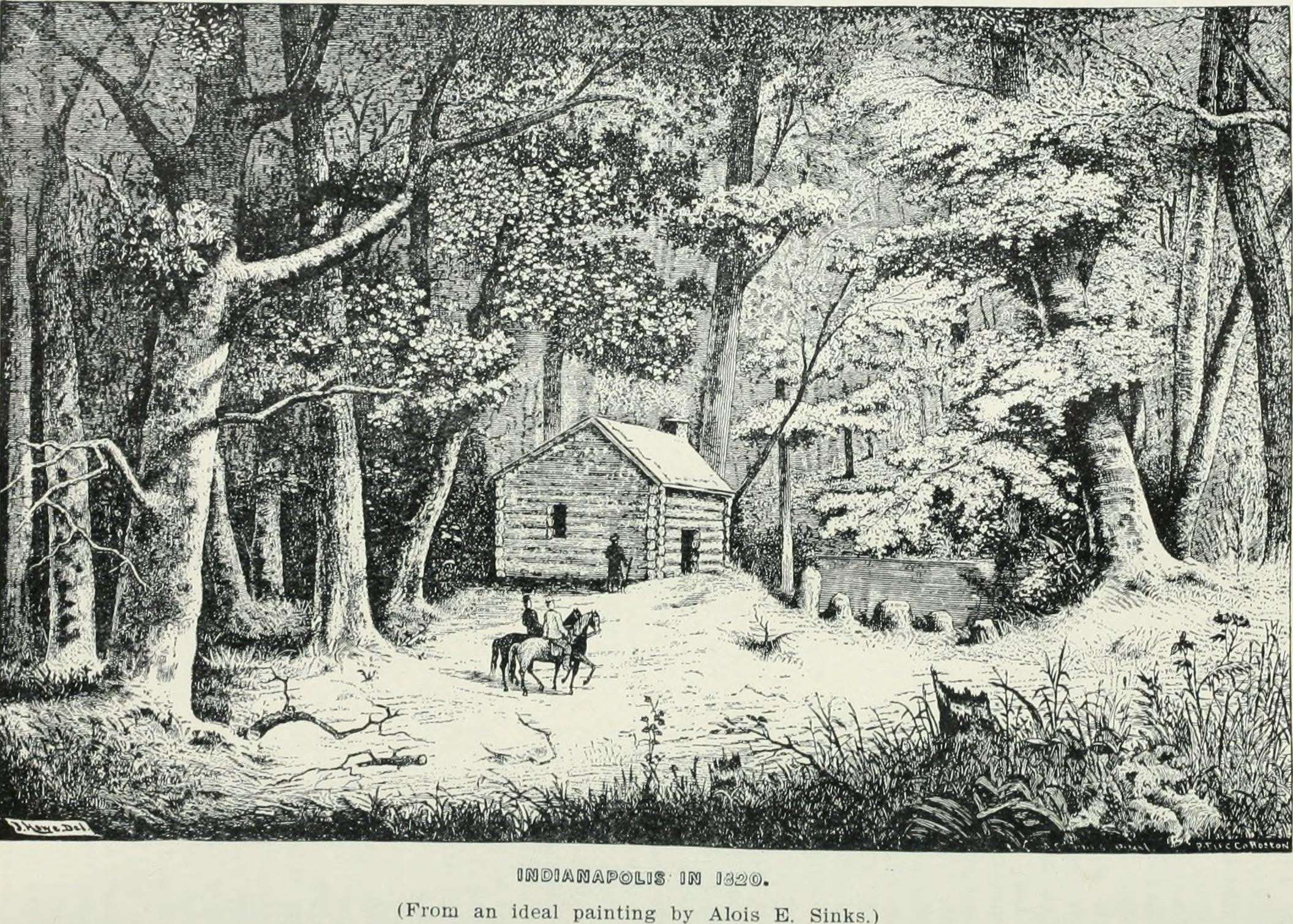
Una representación de Indianápolis de 1820

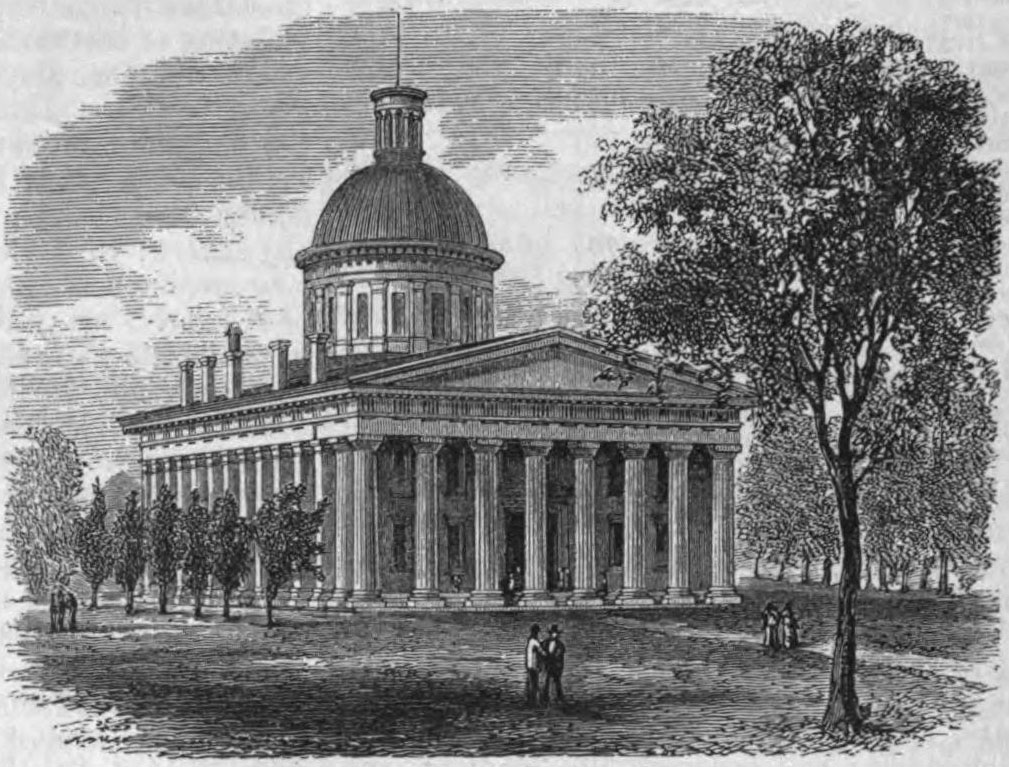
La tercera Casa del Estado de Indiana (1835–1877)

En 1816, el año en que Indiana obtuvo la condición de estado, el Congreso de los Estados Unidos donó cuatro secciones de tierras federales para establecer una sede permanente del gobierno estatal. Dos años más tarde, en virtud del Tratado de Santa María (1818), los lenape renunciaron a los títulos de propiedad de sus tierras tribales en el centro de Indiana, y acordaron abandonar el área en 1821. Esta extensión de tierra, que se llamó la Nueva Compra, incluía el sitio seleccionado para la nueva capital del estado en 1820. Los indígenas pertenecían a la  Miami Nation of Indiana (Miami Nation of Oklahoma) e Indianápolis forma parte de Cession 99; el tratado principal entre la población indígena y los Estados Unidos fue el Tratado de Santa María.
La tierras atrajeron colonos, sobre todo descendientes de familias del noroeste de Europa. Aunque muchos de estos primeros colonos europeos y estadounidenses eran protestantes, una gran proporción de los primeros inmigrantes irlandeses y alemanes eran católicos. Pocos afroamericanos vivían en el centro de Indiana antes de 1840. Los primeros estadounidenses de origen europeo en establecerse permanentemente en el área que se convirtió en Indianápolis fueron las familias McCormick o Pogue. Los McCormick generalmente se consideran los primeros pobladores permanentes; sin embargo, algunos historiadores creen que George Pogue y su familia llegaron primero, el 2 de marzo de 1819, y se instalaron en una cabaña de troncos a lo largo del arroyo que más tarde se llamó Pogue's Run. Otros historiadores han argumentado ya en 1822 que John Wesley McCormick, su familia y empleados se convirtieron en los primeros colonos americanos europeos de la zona, y se establecieron cerca del río White en febrero de 1820.
El 11 de enero de 1820, la Asamblea General de Indiana autorizó a un comité a seleccionar un sitio en el centro de Indiana para la nueva capital del estado. La legislatura estatal aprobó el sitio, adoptando el nombre de Indianápolis el 6 de enero de 1821. En abril, Alexander Ralston y Elias Pym Fordham fueron designados para estudiar y diseñar un plan de la ciudad para el nuevo asentamiento. Indianápolis se convirtió en sede del gobierno del condado el 31 de diciembre de 1821, cuando se estableció el condado de Marion. Un gobierno combinado de condado y ciudad continuó hasta 1832 cuando Indianápolis se incorporó como ciudad. Indianápolis se convirtió en ciudad incorporada a partir del 30 de marzo de 1847. Samuel Henderson, el primer alcalde de la ciudad, dirigió el nuevo gobierno de la ciudad, que incluía un consejo municipal de siete miembros. En 1853, los votantes aprobaron una nueva carta de la ciudad que preveía un alcalde electo y un consejo municipal de catorce miembros. La carta de la ciudad continuó siendo revisada a medida que Indianápolis se expandía. A partir del 1 de enero de 1825, la sede del gobierno estatal se trasladó a Indianápolis desde Corydon. Además de las oficinas del gobierno estatal, en 1825 se estableció un tribunal de distrito estadounidense.
El crecimiento se produjo con la apertura de la Carretera Nacional a través de la ciudad en 1827, la primera carretera importante financiada con fondos federales en los Estados Unidos. En 1839 se abrió un pequeño segmento del canal central de Indiana, que El primer ferrocarril que sirvió a Indianápolis, el ferrocarril de Jeffersonville, Madison e Indianápolis, comenzó a funcionar en 1847 y las conexiones ferroviarias posteriores fomentaron el crecimiento. Indianapolis Union Station fue la primera de su tipo en el mundo cuando se inauguró en 1853.

### Guerra Civil y Edad Dorada

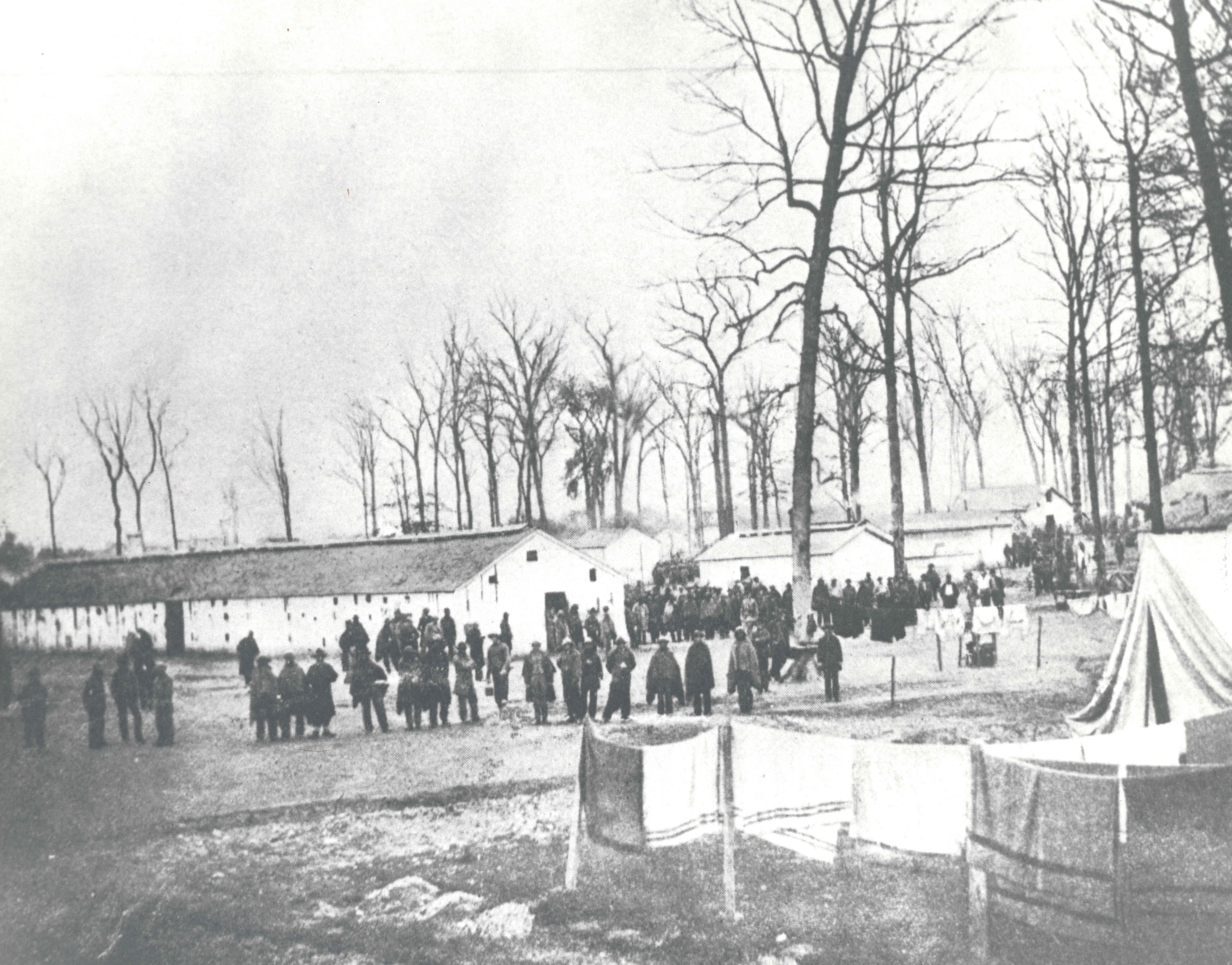
Prisioneros de guerra confederados en Camp Morton en 1864

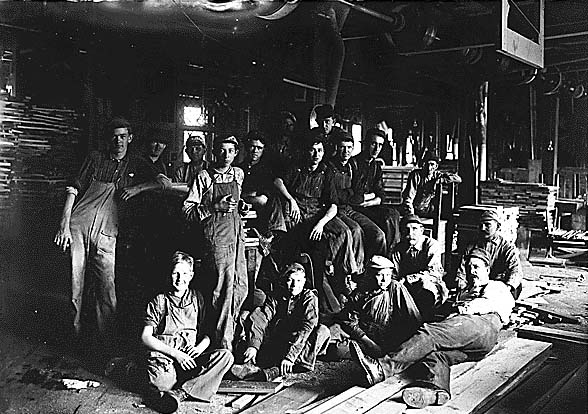
Niños trabajando en una fábrica de muebles de Indianápolis, 1908

Durante la Guerra Civil, Indianápolis fue mayoritariamente leal a la causa de la Unión. El gobernador Oliver P. Morton, un importante partidario del presidente Abraham Lincoln, rápidamente convirtió a Indianápolis en un lugar de reunión para las tropas del ejército de la Unión. El 11 de febrero de 1861, el presidente electo Lincoln llegó a la ciudad, de camino a Washington D. C. para su toma de posesión presidencial, lo que marcó la primera visita de un presidente electo en la historia de la ciudad. El 16 de abril de 1861, se emitieron las primeras órdenes para formar los primeros regimientos de Indiana y establecer Indianápolis como sede de los soldados voluntarios del estado. En una semana, más de doce mil reclutas se inscribieron para luchar por la Unión.
Indianápolis se convirtió en un importante centro logístico durante la guerra, estableciendo la ciudad como una base militar crucial. Entre 1860 y 1870, la población de la ciudad se duplicó con creces. Se estima que cuatro mil hombres de Indianápolis sirvieron en treinta y nueve regimientos, y se estima que setecientos murieron durante la guerra. El 20 de mayo de 1863, los soldados de la Unión intentaron interrumpir una convención demócrata en todo el estado en Indianápolis, lo que obligó a aplazar los procedimientos, lo que se conoce sarcásticamente como la Batalla de Pogue's Run. El miedo se convirtió en pánico en julio de 1863, durante la incursión de Morgan en el sur de Indiana, pero las fuerzas confederadas giraron hacia el este hacia Ohio, sin llegar nunca a Indianápolis. El 30 de abril de 1865, el tren fúnebre de Lincoln hizo una parada en Indianápolis, donde una multitud estimada de más de cien mil personas pasó junto al féretro del presidente asesinado en la Casa del Estado de Indiana.
Después de la Guerra Civil y después de la Segunda Revolución Industrial, Indianápolis experimentó un tremendo crecimiento y prosperidad. En 1880, Indianápolis era la tercera ciudad empacadora de carne de cerdo más grande del mundo, después de Chicago y Cincinnati, y el segundo centro ferroviario más grande de los Estados Unidos en 1888. En 1890, la población de la ciudad superó los cien mil. Algunas de las empresas más notables de la ciudad se fundaron durante este período de crecimiento e innovación, como L. S. Ayres (1872), Eli Lilly and Company (1876), Madam CJ Walker Manufacturing Company (1910) y Allison Transmission (1915). En otro tiempo sede de 60 fabricantes de automóviles, Indianápolis llegó a rivalizar con Detroit como centro de fabricación de automóviles. La ciudad fue un foco temprano de organización laboral. La huelga de coches callejeros de Indianápolis de 1913 y el posterior motín policial y los disturbios llevaron a la creación de las primeras leyes de protección laboral del estado, que incluyen un salario mínimo, semanas laborales regulares y mejores condiciones laborales. El Sindicato Tipográfico Internacional y los Trabajadores Mineros Unidos de América se encontraban entre varios sindicatos influyentes con sede en la ciudad.

### Era progresista hasta la Segunda Guerra Mundial

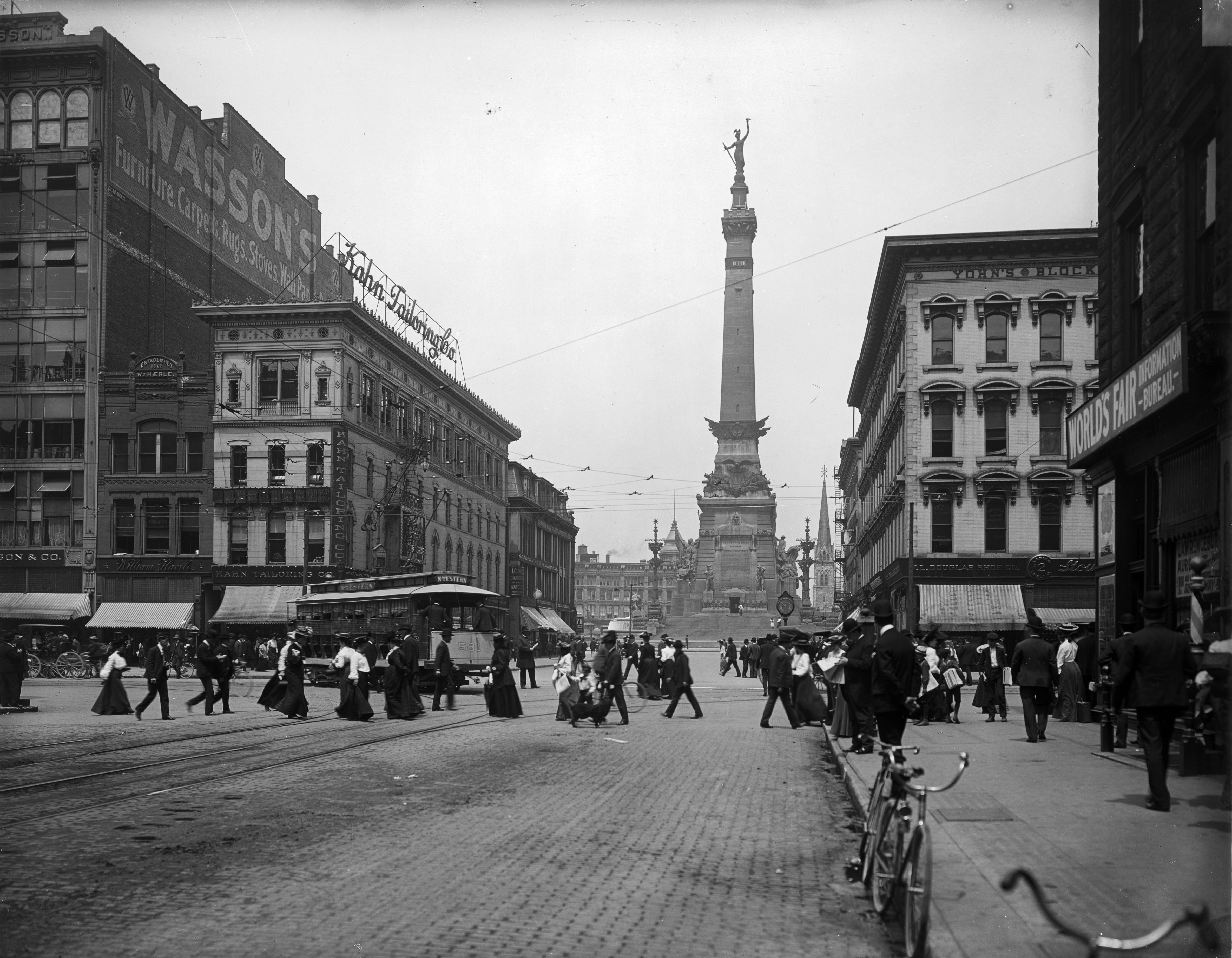
Meridian Street y Washington Street en 1904

Algunas de las características arquitectónicas más destacadas de la ciudad y los acontecimientos históricos más conocidos datan de principios del siglo XX. El Monumento a los Soldados y Marineros, dedicado el 15 de mayo de 1902, se convertiría más tarde en el símbolo no oficial de la ciudad. Ray Harroun ganó la carrera inaugural de las 500 Millas de Indianápolis, celebrada el 30 de mayo de 1911 en el Indianapolis Motor Speedway. Indianápolis fue una de las ciudades más afectadas por la Gran Inundación de 1913, lo que provocó cinco muertes conocidas y el desplazamiento de siete mil familias.
Como parada del ferrocarril subterráneo, Indianápolis tenía una de las poblaciones negras más grandes de los estados del norte, hasta la Gran Migración. Dirigido por D. C. Stephenson, el Indiana Klan se convirtió en la organización política y social más poderosa de Indianápolis desde 1921 hasta 1928, controlando el Ayuntamiento y la Junta de Comisionados Escolares, entre otros. En su apogeo, más del 40 % de los varones blancos nativos de Indianápolis afirmaron ser miembros del Klan. Mientras hacía campaña en la ciudad en 1968, Robert F. Kennedy pronunció uno de los discursos más elogiados en la historia estadounidense del siglo XX, luego del asesinato del líder de los derechos civiles Martin Luther King Jr. Como en la mayoría de Estados Unidos ciudades durante el Movimiento de Derechos Civiles, la ciudad experimentó tensas relaciones raciales. Una decisión de un tribunal federal de 1971 que obligó a las Escuelas Públicas de Indianápolis a implementar el transporte de desegregación resultó controvertida.
Bajo la administración de la alcaldía de Richard Lugar, los gobiernos de la ciudad y el condado se reestructuraron, consolidando la mayoría de los servicios públicos en una nueva entidad llamada Unigov. El plan eliminó los despidos burocráticos, capturó ingresos fiscales cada vez más suburbanizados y creó una máquina política republicana que dominó la política de Indianápolis hasta la década de 2000. Unigov entró en vigor el 1 de enero de 1970, aumentando la superficie terrestre de la ciudad en 7988 km² y una población de 268 366 habitantes. Fue la primera consolidación importante de ciudad-condado que se produjo en los Estados Unidos sin un referéndum desde la creación de la Ciudad del Gran Nueva York en 1898.
En medio de los cambios en el gobierno y el crecimiento, la ciudad invirtió en una estrategia agresiva para calificar a Indianápolis como un destino de turismo deportivo, conocida como el Proyecto Indianápolis. Bajo la administración del alcalde más antiguo de la ciudad, William Hudnut (1976-1992), se invirtieron millones de dólares en instalaciones deportivas y campañas de relaciones públicas como parte de una estrategia de desarrollo económico. La estrategia tuvo éxito en el aterrizaje del Festival Olímpico. En 1983, aseguró la reubicación en 1984 de los Baltimore Colts de la NFL y fue sede de los Juegos Panamericanos de 1987.

### Indianápolis moderna

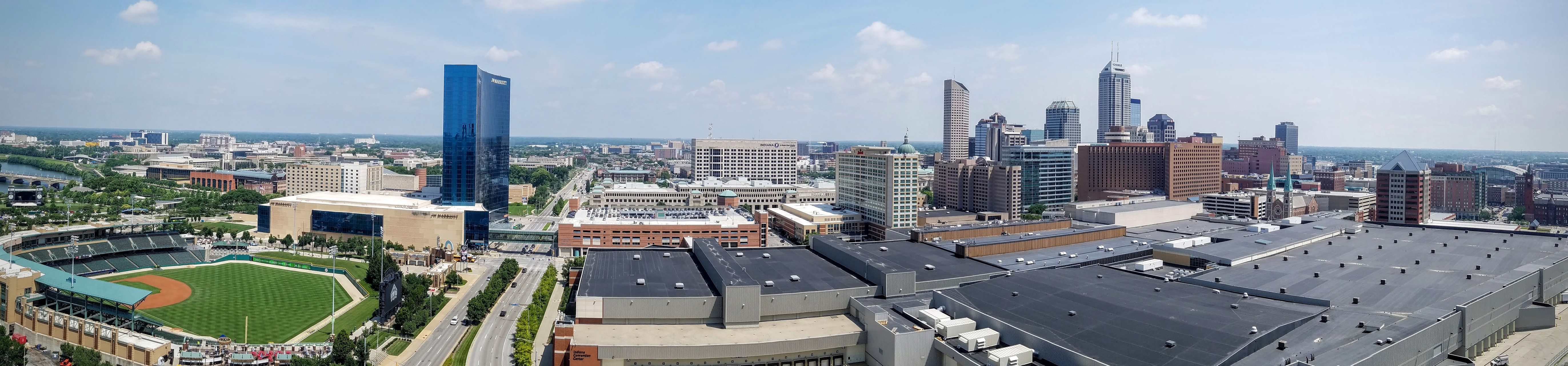
Panorama del horizonte del centro de Indianápolis en 2016

Las iniciativas de desarrollo económico centradas en revitalizar el centro de la ciudad continuaron en la década de 1990 bajo la administración de la alcaldía de Stephen Goldsmith. Durante este período, se completaron varios servicios culturales en White River State Park, el desarrollo continuo del Canal Walk se completó el Circle Center Mall y se abrieron nuevas instalaciones deportivas (Victory Field y Bankers Life Fieldhouse). En 1999, se designaron varios distritos culturales para capitalizar los bienes culturales dentro de vecindarios históricamente significativos exclusivos del patrimonio de la ciudad como un medio para promover el desarrollo económico continuo.
Durante la década de 2000, la ciudad invirtió fuertemente en proyectos de infraestructura, incluidos dos de los proyectos de construcción más grandes en la historia de la ciudad: el Terminal Colonel H. Weir Cook del Aeropuerto Internacional de Indianápolis y el Lucas Oil Stadium, ambos inaugurados en 2008. La expansión del Centro de Convenciones de Indiana se completó en 2011. La construcción comenzó ese año en DigIndy, un 1900 millones de dólares para corregir los desbordamientos combinados de alcantarillado de la ciudad para 2025. El tránsito rápido se reintrodujo en Indianápolis con la apertura de los noventa y seis dólares de IndyGo. millones de proyectos de Autobús de tránsito rápido de la Línea Roja.

## Geografía

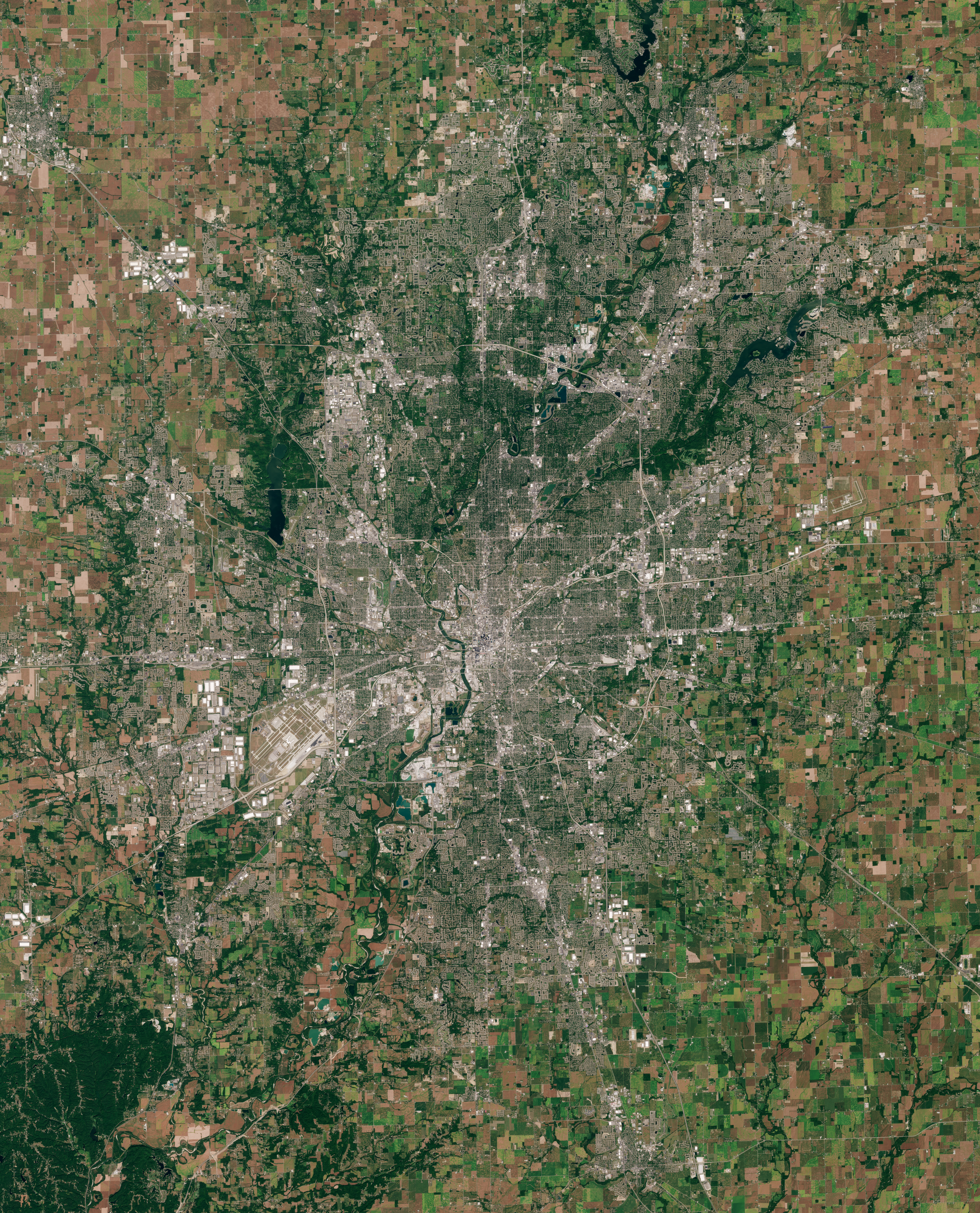
Sentinel-2 imagen en color verdadero del área metropolitana de Indianápolis

Indianápolis se encuentra en la región centro-norte del este del medio oeste de los Estados Unidos, en el centro de Indiana. Según la Oficina del Censo, Indianápolis abarca un área total de 950 km², de las cuales 936 km² son tierra y 17, agua. Los límites consolidados de la ciudad son colindantes con el condado de Marion, con la excepción de los municipios autónomos de Beech Grove, Lawrence, Southport y Speedway. Indianápolis es la decimosexta ciudad más grande por área terrestre en Estados Unidos.
Indianápolis se encuentra dentro de Tipton Till Plain, un terreno llano a suavemente inclinado subyacente por depósitos glaciares conocidos como till. El punto más bajo de la ciudad es de unos 198 m sobre el nivel medio del mar, con la elevación natural más alta a unos 274 m sobre el nivel del mar. Pocas colinas o crestas cortas, conocidas como kames, se elevan alrededor de 30 m a 40 m encima del terreno circundante. La ciudad se encuentra al norte de las tierras altas de las Indiana Uplands, una región caracterizada por colinas onduladas y un alto contenido de piedra caliza. La ciudad también se encuentra dentro de la ecorregión Eastern Corn Belt Plains de la EPA, un área de Estados Unidos Conocida por sus fértiles tierras agrícolas.
El relieve topográfico se inclina suavemente hacia el río White y sus dos afluentes principales, los arroyos Fall y Eagle. En total, hay alrededor de treinta y cinco arroyos en la ciudad, incluidos Indian Creek y Pogue's Run. Los principales cuerpos de agua incluyen Indian Lake, Geist Reservoir y Eagle Creek Reservoir.

### Paisaje urbano
Indianápolis es una ciudad planificada. El 11 de enero de 1820, la Asamblea General de Indiana autorizó a un comité a seleccionar un sitio en el centro de Indiana para la nueva capital del estado, nombrando a Alexander Ralston y Elias Pym Fordham para estudiar y diseñar un plan de ciudad para Indianápolis. Ralston había sido topógrafo del arquitecto francés Pierre L'Enfant, ayudándolo con el plan para Washington D. C. El plan original de Ralston para Indianápolis requería una ciudad de 2.6 km², cerca de la confluencia del río White y del arroyo Fall.

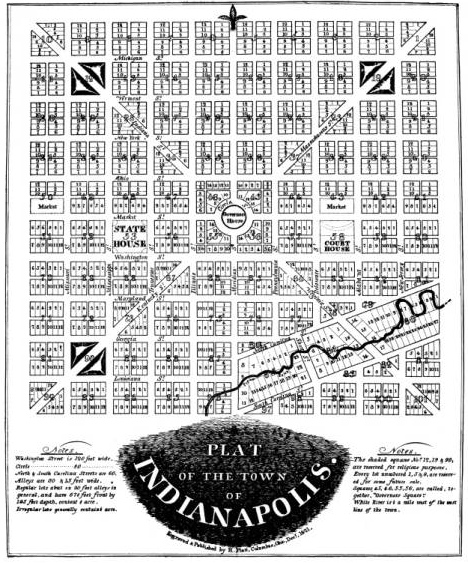
El «Plat of the Town of Indianapolis» de Alexander Ralston, hoy conocido como Mile Square

El plan, conocido como Mile Square, está delimitado por las calles Este, Oeste, Norte y Sur, centradas en una rotonda, llamada Monument Circle (originalmente Governor's Circle), de donde se originó el sobrenombre de «Circle City» de Indianápolis. Cuatro calles diagonales irradiaban a una cuadra de Monument Circle: las avenidas Massachusetts, Virginia, Kentucky e Indiana. El sistema de numeración de direcciones de la ciudad comienza en la intersección de las calles Washington y Meridian. Antes de su inmersión en un túnel sanitario, Pogue's Run se incluyó en el plan, interrumpiendo la cuadrícula rectilínea de calles hacia el sureste.
Considerado como uno de los mejores ejemplos del diseño del City Beautiful Movement en los Estados Unidos, el distrito histórico de Indiana World War Memorial Plaza comenzó a construirse en 1921 en el centro de Indianápolis. El distrito, un Monumento Histórico Nacional, abarca varios ejemplos de arquitectura neoclásica, incluida la Legión Americana, la Biblioteca Central y el Palacio de Justicia de los Estados Unidos Birch Bayh. El distrito también alberga varias esculturas y monumentos, Depew Memorial Fountain y espacios abiertos, que albergan muchos eventos cívicos anuales.
Después de la finalización del Monumento a los Soldados y Marineros, se aprobó una ordenanza en 1905 que restringe la altura de los edificios en la rotonda a 26 m para proteger las vistas del monumento de 87 m. La ordenanza fue revisada en 1922, permitiendo que los edificios se elevaran a 33 m, con 13 m admisible con una serie de retranqueos. En 1912 se instituyó una ordenanza de restricción de altura en toda la ciudad, que excluye estructuras de más de 61 m. Terminado en 1962, el City-County Building fue el primer rascacielos de la ciudad, superando en altura al Monumento a los Soldados y Marineros en casi 30 m. Un boom de la construcción, que duró de 1982 a 1990, vio la construcción de seis de los diez edificios más altos de la ciudad. El más alto es Salesforce Tower, completado en 1990 en 247 m. La piedra caliza de Indiana es el material de construcción característico de Indianápolis, y se incluye ampliamente en los numerosos monumentos, iglesias, edificios académicos, gubernamentales y cívicos de la ciudad.
Comparada con ciudades estadounidenses de tamaño similar, Indianápolis es única porque contiene unas doscientas granjas que cubren miles de acres de tierras agrícolas dentro de sus límites municipales. Las granjas ecuestres y los campos de maíz y soja intercalados con el desarrollo suburbano son comunes en la periferia de la ciudad, especialmente en el municipio de Franklin. El marcado contraste entre los barrios urbanos de Indianápolis y las aldeas rurales es el resultado de la consolidación de la ciudad y el condado de 1970, que amplió el límite incorporado de la ciudad para que sea colindante con el condado de Marion.

### Galería

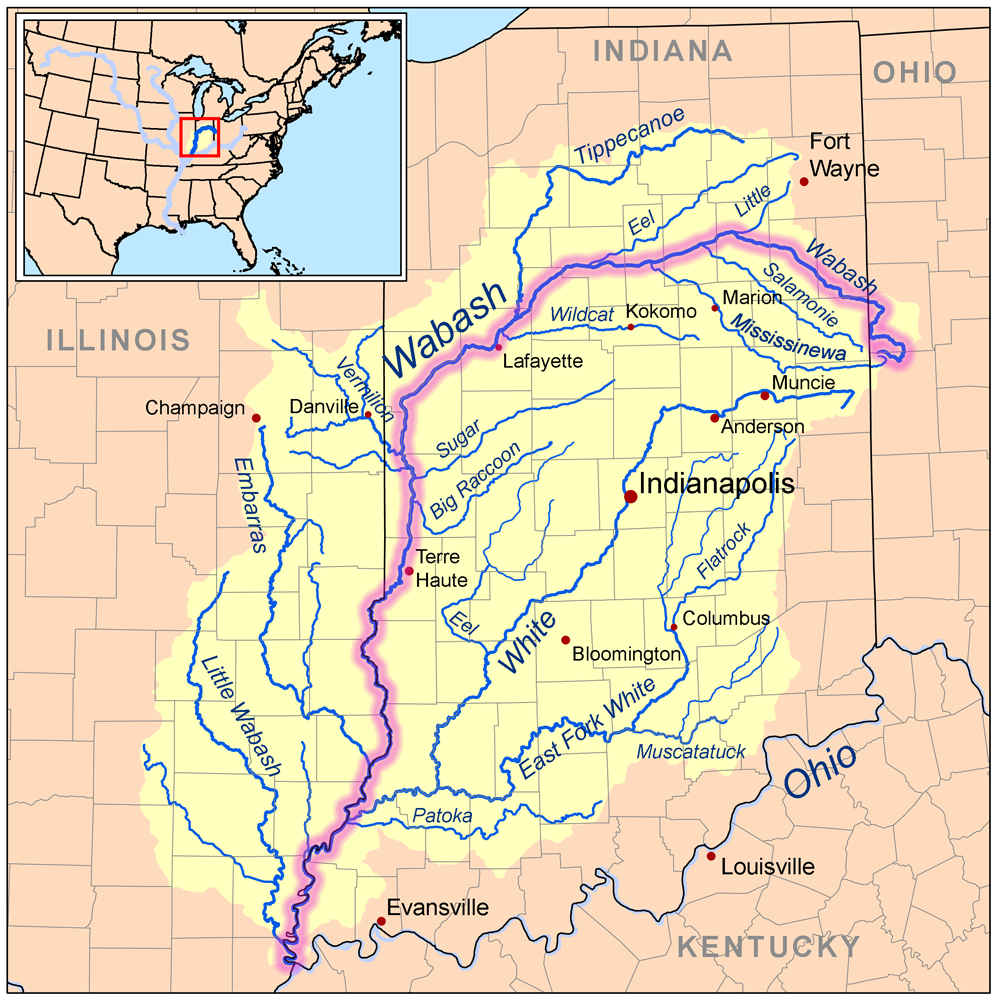
Indianápolis en un mapa del río Wabash
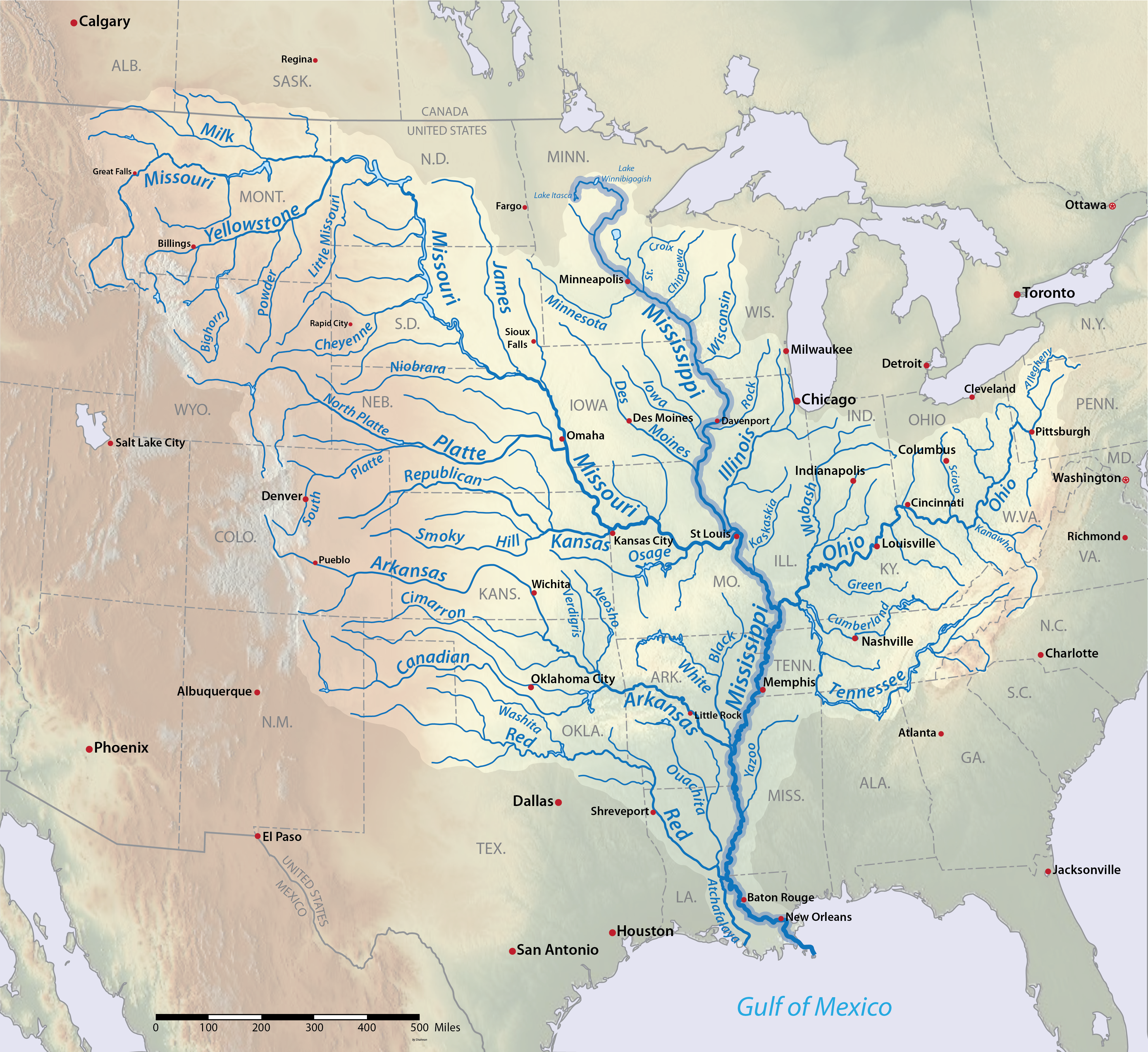
Indianapolis en la cuenca del Misisipi
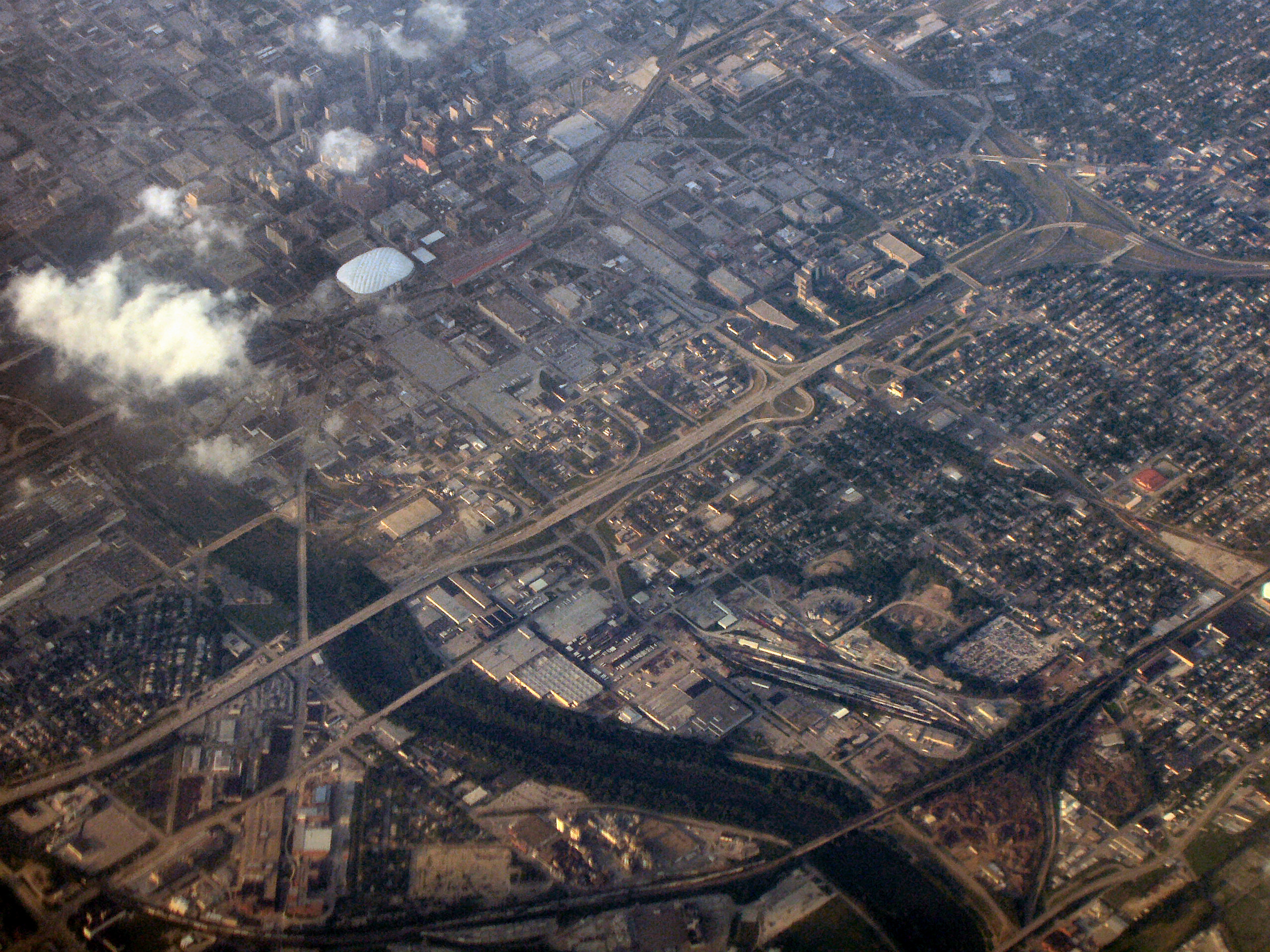
Vista aérea de Indianápolis

## Clima
Indianápolis posee un clima moderado, con veranos cálidos e inviernos muy fríos.
Las temperaturas otoñales son muy agradables rodeando los 18 °C. El verano puede ser muy caliente, con un clima bastante húmedo. Los meses más cálidos son julio y agosto, las temperaturas alcanzan alrededor de 31 °C. Los meses de invierno, diciembre, enero y febrero son los más fríos del año y las temperaturas descienden hasta bajo cero. También se generan nevadas especialmente en los meses de enero y febrero. El promedio anual de nieve caída son de 58 centímetros.
La precipitación anual promedio es de 1108 mm.

El mes más caluroso es julio con una máxima de 32 °C y una mínima de 19 °C. El mes más helado es enero, con una máxima de 2 °C y −20 °C de mínima. Los récords de temperatura máxima y mínima fueron 41.1 °C y −32.8 °C, respectivamente.
| Parámetros climáticos promedio de Indianápolis (Aeropuerto Internacional de Indianápolis), normales 1991–2020, extremos 1871–presente | Parámetros climáticos promedio de Indianápolis (Aeropuerto Internacional de Indianápolis), normales 1991–2020, extremos 1871–presente | Parámetros climáticos promedio de Indianápolis (Aeropuerto Internacional de Indianápolis), normales 1991–2020, extremos 1871–presente | Parámetros climáticos promedio de Indianápolis (Aeropuerto Internacional de Indianápolis), normales 1991–2020, extremos 1871–presente | Parámetros climáticos promedio de Indianápolis (Aeropuerto Internacional de Indianápolis), normales 1991–2020, extremos 1871–presente | Parámetros climáticos promedio de Indianápolis (Aeropuerto Internacional de Indianápolis), normales 1991–2020, extremos 1871–presente | Parámetros climáticos promedio de Indianápolis (Aeropuerto Internacional de Indianápolis), normales 1991–2020, extremos 1871–presente | Parámetros climáticos promedio de Indianápolis (Aeropuerto Internacional de Indianápolis), normales 1991–2020, extremos 1871–presente | Parámetros climáticos promedio de Indianápolis (Aeropuerto Internacional de Indianápolis), normales 1991–2020, extremos 1871–presente | Parámetros climáticos promedio de Indianápolis (Aeropuerto Internacional de Indianápolis), normales 1991–2020, extremos 1871–presente | Parámetros climáticos promedio de Indianápolis (Aeropuerto Internacional de Indianápolis), normales 1991–2020, extremos 1871–presente | Parámetros climáticos promedio de Indianápolis (Aeropuerto Internacional de Indianápolis), normales 1991–2020, extremos 1871–presente | Parámetros climáticos promedio de Indianápolis (Aeropuerto Internacional de Indianápolis), normales 1991–2020, extremos 1871–presente | Parámetros climáticos promedio de Indianápolis (Aeropuerto Internacional de Indianápolis), normales 1991–2020, extremos 1871–presente |
| Mes | Ene. | Feb. | Mar. | Abr. | May. | Jun. | Jul. | Ago. | Sep. | Oct. | Nov. | Dic. | Anual |
| --- | --- | --- | --- | --- | --- | --- | --- | --- | --- | --- | --- | --- | --- |
| Temp. máx. abs. (°C) | 21.7 | 25 | 29.4 | 32.2 | 35.6 | 40 | 41.1 | 39.4 | 37.8 | 33.3 | 27.2 | 23.3 | 41.1 |
| Temp. máx. media (°C) | 2.3 | 4.9 | 11.1 | 17.7 | 23 | 27.8 | 29.6 | 29.1 | 25.7 | 18.7 | 11 | 4.7 | 17.1 |
| Temp. media (°C) | -1.9 | 0.3 | 5.8 | 12 | 17.6 | 22.5 | 24.3 | 23.7 | 19.9 | 13.1 | 6.3 | 0.7 | 12 |
| Temp. mín. media (°C) | -6.2 | -4.3 | 0.6 | 6.3 | 12.1 | 17.2 | 19.1 | 18.3 | 14.1 | 7.5 | 1.6 | -3.2 | 6.9 |
| Temp. mín. abs. (°C) | -32.8 | -29.4 | -21.7 | -7.8 | -2.8 | 2.8 | 7.8 | 5 | -1.1 | -6.7 | -20.6 | -30.6 | -32.8 |
| Precipitación total (mm) | 79.2 | 61.7 | 93.7 | 110.2 | 120.7 | 125.7 | 112.3 | 81.3 | 79.8 | 81.8 | 87.6 | 74.2 | 1108.2 |
| Nevadas (cm) | 22.4 | 15.2 | 8.1 | 0.5 | 0 | 0 | 0 | 0 | 0 | 0.3 | 2 | 16.3 | 64.8 |
| Días de precipitaciones (≥ 0.2 mm) | 12.3 | 10.3 | 11.5 | 11.9 | 13.3 | 11.5 | 10.3 | 8.3 | 7.9 | 8.9 | 10.2 | 11.8 | 128.2 |
| Días de nevadas (≥ 0.2 cm) | 7.0 | 5.8 | 2.4 | 0.3 | 0.0 | 0.0 | 0.0 | 0.0 | 0.0 | 0.1 | 1.2 | 5.6 | 22.4 |
| Horas de sol | 132.1 | 145.7 | 178.3 | 214.8 | 264.7 | 287.2 | 295.2 | 273.7 | 232.6 | 196.6 | 117.1 | 102.4 | 2440.4 |
| Humedad relativa (%) | 75.0 | 73.6 | 69.9 | 65.6 | 67.1 | 68.4 | 72.8 | 75.4 | 74.4 | 71.6 | 75.5 | 78.0 | 72.3 |
| Fuente: NOAA (humedad y horas de sol 1961–1990)                                                                                       | | | | | | | | | | | | | |

## Demografía
Según el censo del año 2000 la ciudad de Indianápolis habían 791 926 personas, 320 107 casas, y 192 704 familias, pero el área metropolitana contaba con cerca de 1.5 millones de habitantes. La densidad era de 845.9 hab./km². La cantidad de viviendas es de 352 429 con una densidad de 370 viviendas/km².
La clasificación racial:
- 69.09 % Blanca.
- 25.50 % Negra o Afroamericana.
- 3.92 % Hispana o Latina (cualquier raza).
- 1.43 % Asiáticos.
- 0.25 % Americanos nativos.
- 0.04 % Hawaiano o Isleño del Pacífico.
- 1.64 % Dos o más razas.
- 2.04 % Otras razas.

Hogar: de las 320 107 casas que hay en la ciudad en un 29.8 % de ellas viven menores de dieciocho años. 40.6 % son parejas casadas que viven juntas, 15.1 % tienen un integrante femenino como cabeza de familia sin marido presente, y 39.8 % no son familias. 32 % de las viviendas son habitadas por una sola persona. 8.5 % tiene solamente un dueño de 65 años de edad o más.
La distribución de edades: del total de la población 25.7 % es menor de dieciocho años, 10.2 % desde los dieciocho a los veinticuatro años de edad, 32.9 % desde veinticinco a los cuarenta y cuatro, 20.3 % de los cuarenta y cinco hasta los sesenta y cuatro años, y 11.0 % con más de sesenta y cinco años. La edad promedio es treinta y cuatro años. Por cada 100 mujeres hay 93.7 hombres.
La renta: para mantener una vivienda es de 41 964 dólares, y para mantener una familia son 48 755 dólares. Los varones tienen una renta de 36 302 dólares y las damas 27 738 dólares. La renta per cápita es de 21 640 dólares. 14.8 % de la población y de las familias están bajo la línea de pobreza.

## Política
Indianápolis utiliza un sistema político llamado Unigov, el cual es la combinación de la mayoría de los servicios de gobierno con los servicios del condado. El unigov fue creado en 1970.
Hasta los años 1990, Indianápolis era considerada una de las áreas metropolitanas más conservadoras del país comparado con otras ciudades importantes de los Estados Unidos. Por treinta y seis años los republicanos sostuvieron a una mayoría en la ciudad. Durante 32 años, el alcalde era un republicano. En 1999, el demócrata Bart Peterson derrotó a Sue Anne Gilroy, con un 52 % contra un 42 % respectivamente. Cuatro años más tarde, Peterson fue reelecto con aplastante 63 % de los votos. Los republicanos también perdieron el control del consejo de la Ciudad-condado consolidada en el 2003.
El alcalde actualmente (2011) es Greg Ballard (R), los predecesores Bart Peterson 2000‑2008 (D), Steve Goldsmith 1992‑1999 (R), William Hudnut 1976‑1991 (R), y el senador Dick Lugar 1968‑1975 (R).

## Religión

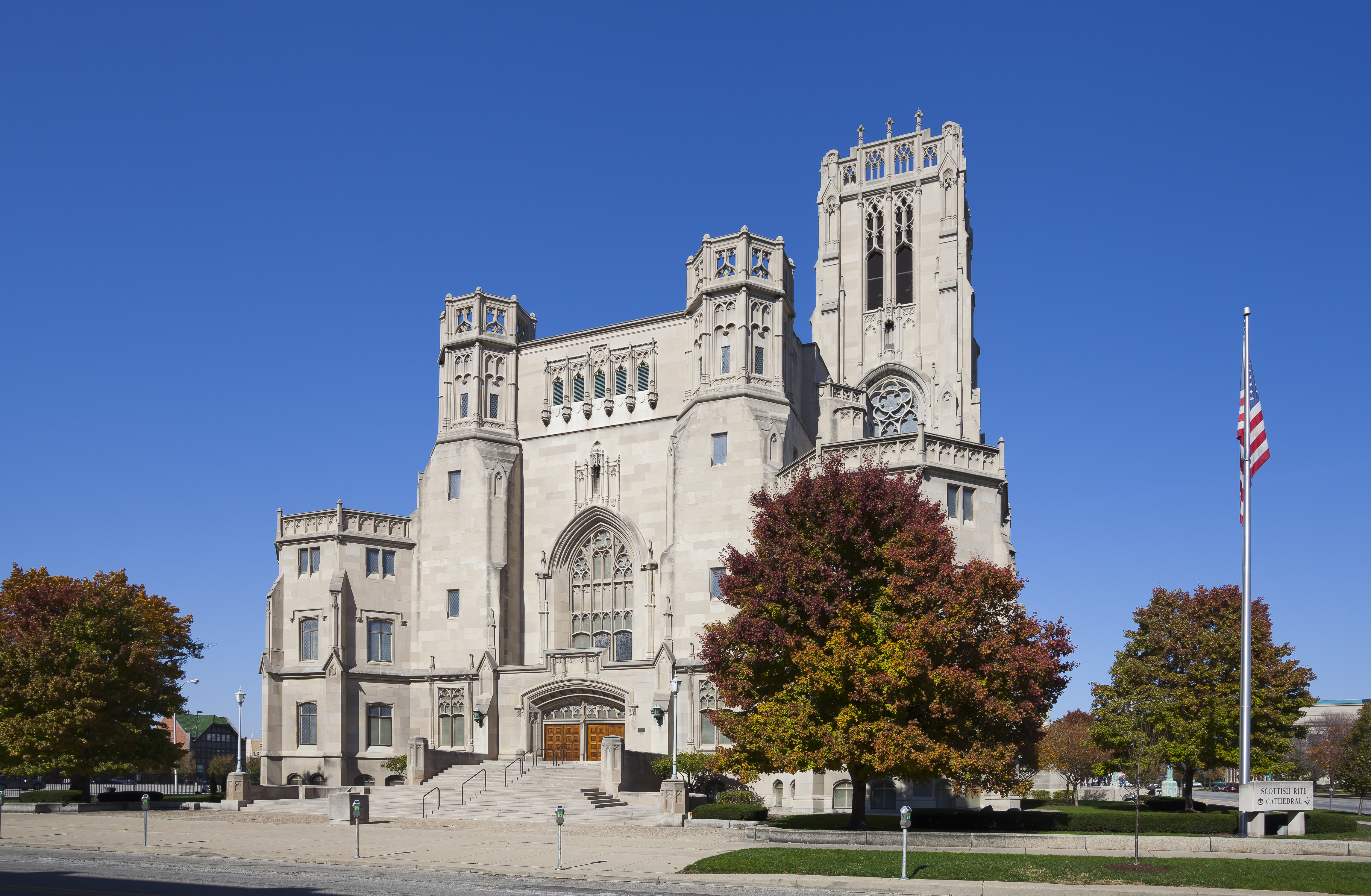
Catedral de tradición escocesa.

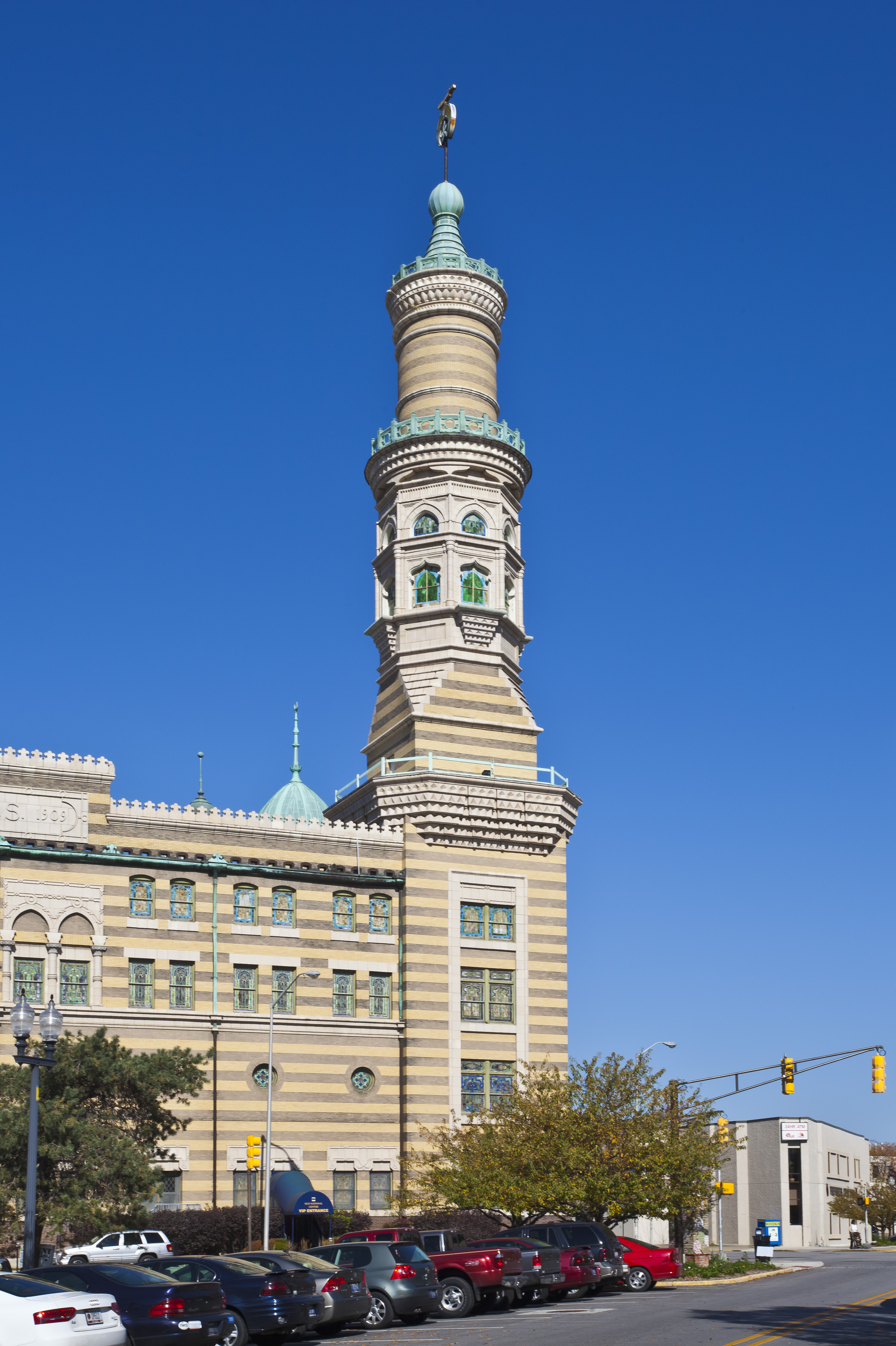
Santuario Murat.

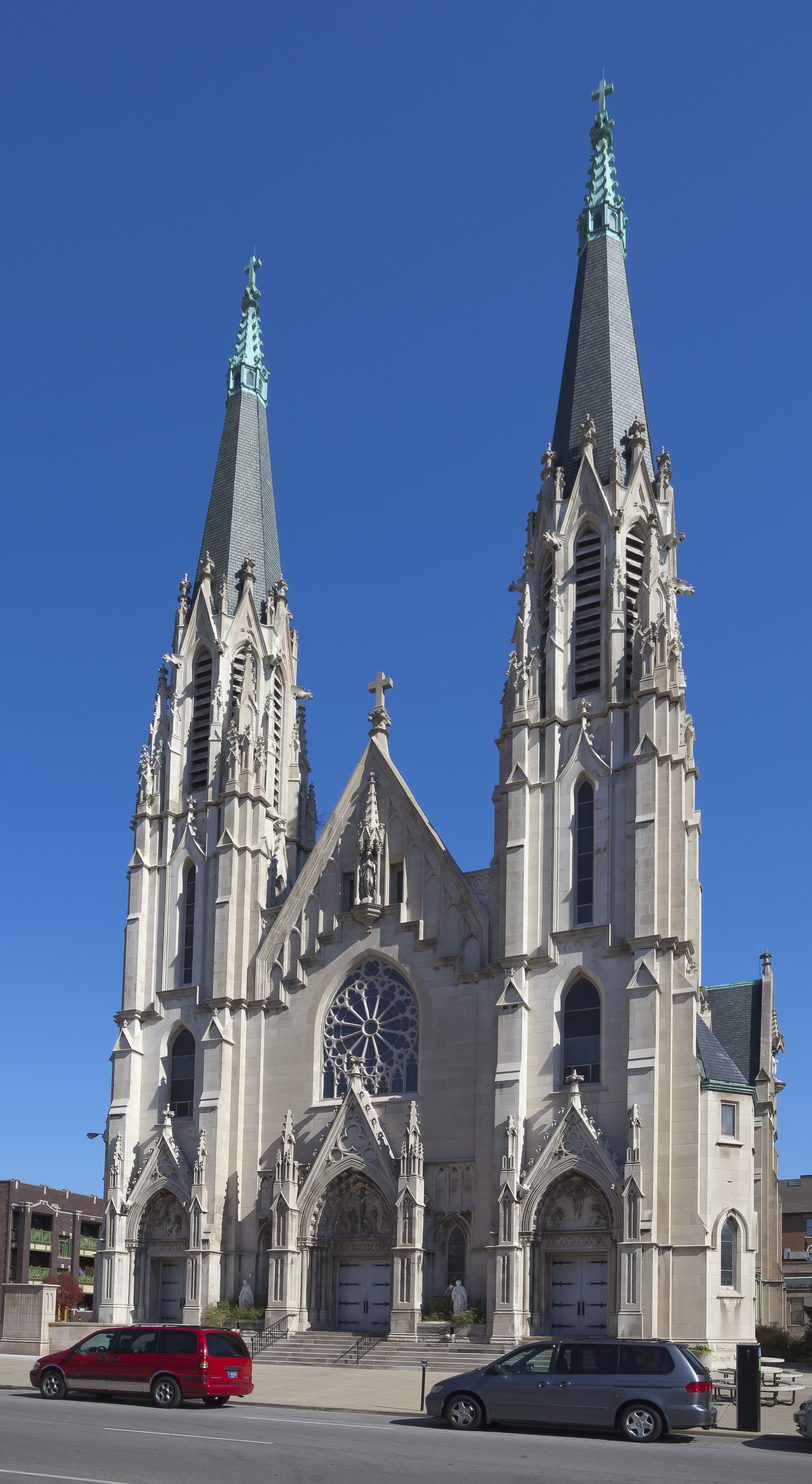
Iglesia de Santa María

La religión predominante es la (protestante evangélica), aunque también hay una significativa población católica (en el estado de Indiana se encuentra la mayor población de iglesias evangélicas de los Estados Unidos). Además de la influencia protestante y católica, se encuentra una gran concentración de judíos, y en menor presencia encontramos a las iglesias bautistas, luteranos, metodistas, no creyentes, entre otros.

## Educación

### Educación universitaria
Indianápolis es la sede de la Universidad de Butler, la Universidad de Indianápolis, la Universidad de Marian, la Universidad de la Comunidad de Tecnología de hiedra de Indiana, Universidad de Martin, la Escuela universitaria de Adultos y el Aprendizaje Extendido de la ciudad de Oakland, y la Universidad de Indiana, Universidad de Purdue. La última fue originalmente una conglomeración urbana de los campus de la subsección de dos universidades estatales mayores, la Universidad de Indiana en Bloomington y la de Purdue en Lafayette del oeste, creadas por la legislatura del estado. Un campus unido creó el centro de la ciudad en 1969 en el sitio de la escuela universitaria de medicina de Indiana. Ha crecido continuamente, hoy con un cuerpo estudiantil de al menos treinta mil, siendo el tercer campus más grande del estado.

### Educación primaria y secundaria
Indianápolis tiene once distritos escolares públicos (ocho autoridades educacionales municipales y tres distritos de legado desde antes de la unificación de la ciudad y el gobierno del condado), los cuales proveen servicios de educación primaria, secundaria y adulta dentro de sus límites. Los límites de estos distritos no corresponden exactamente a límites municipales (o tradicionales), debido a la preocupación política y a la influencia de un reglamento de la corte federal de 1971 la cual sostuvo que las escuelas públicas de Indianápolis estaban siendo ilegalmente segregadas.
Distritos escolares incluyendo:
- Escuelas Públicas de Indianápolis
- Distrito Metropolitano Escolar del Municipio de Washington

Indianápolis también tiene cuatro escuelas secundarias internacionales de Bachillerato, la escuela secundaria central de Lawrence, la secundaria de Lawrence del norte, la secundaria del Norte Central, la escuela secundaria de Pike, y al menos una escuela privada que otorga esto.
Además posee varias escuelas secundarias católicas, incluyendo la preparatoria Jesuita de Brebeuf, la secundaria del Obispo Chatard, la secundaria de la Catedral, la secundaria de Roncalli, la escuela secundaria conmemorativa de Scecina y la secundaria cardinal de Ritter. Indianápolis también tiene una secundaria protestante llamada Herencia Cristiana.

### Bibliotecas

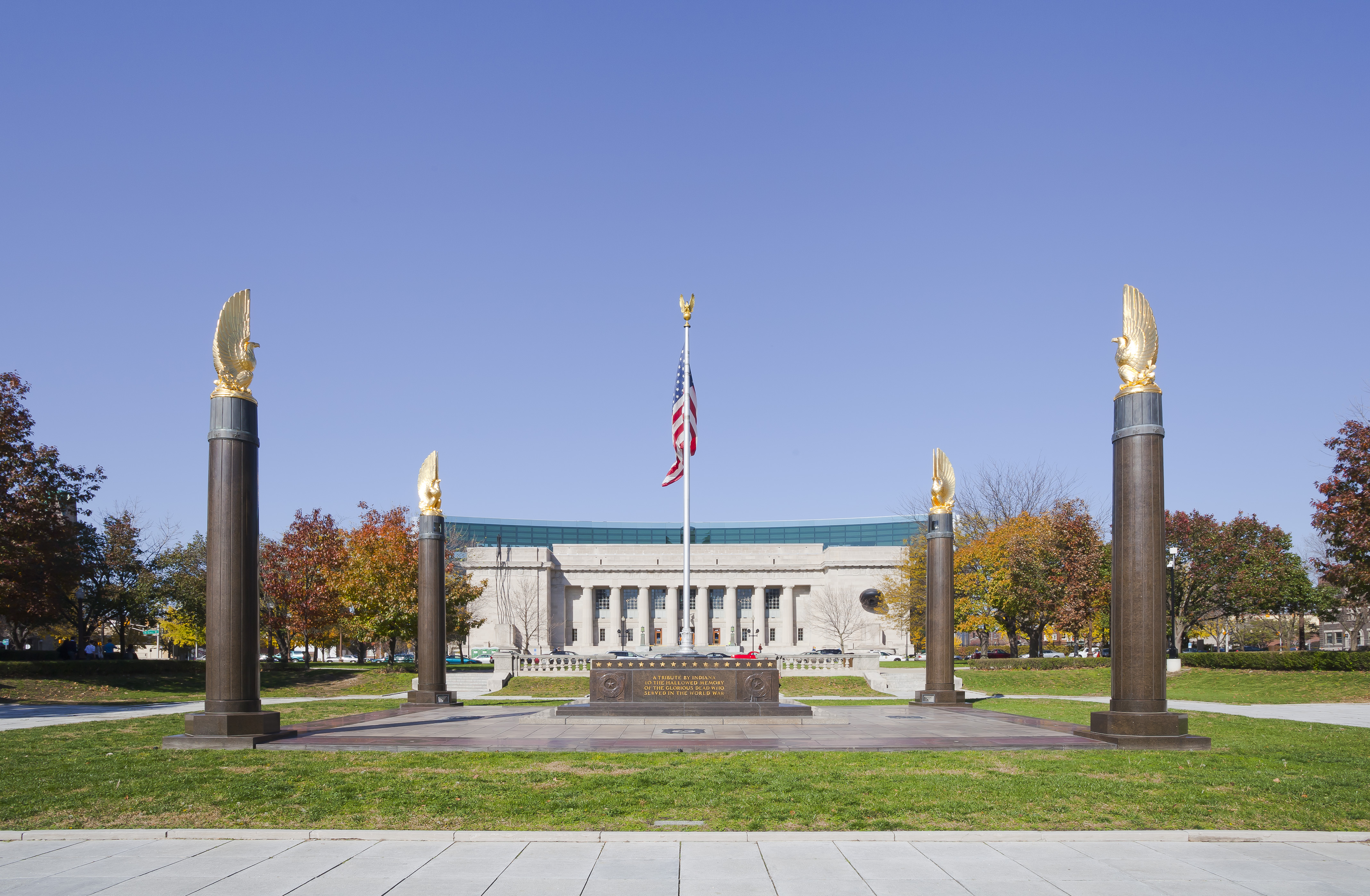
Biblioteca central, Indianápolis.

La Biblioteca Pública de Indianápolis-Condado de Marion gestiona las bibliotecas públicas.

## Cultura

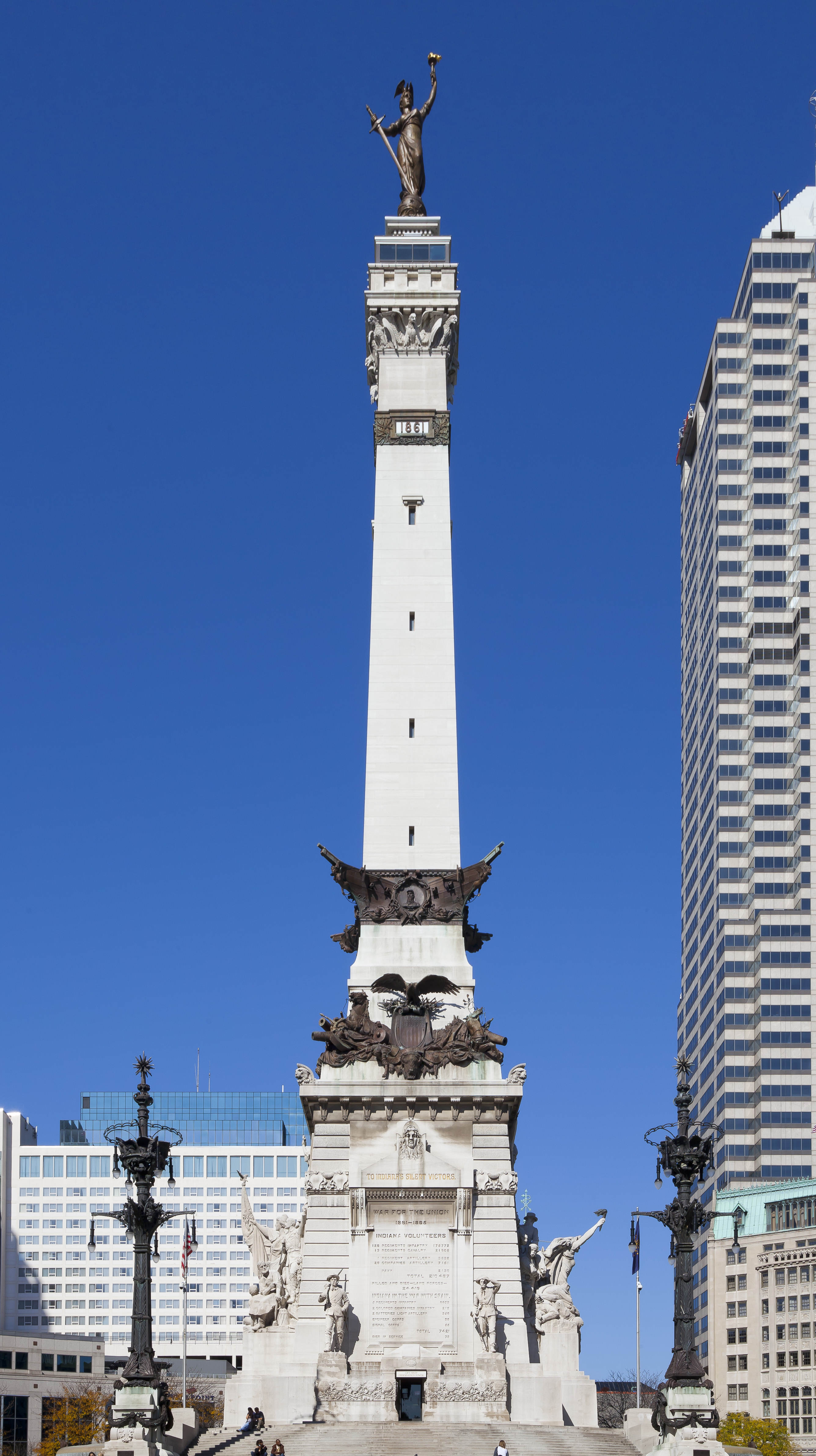
Monumento a los Soldados y Marineros.

Los indianapolitanos se enorgullecen de su rico patrimonio cultural. Varias iniciativas han sido hechas por el gobierno de Indianápolis estos últimos años para aumentar la destinación de recursos a las artes y a la cultura.

### Monumentos

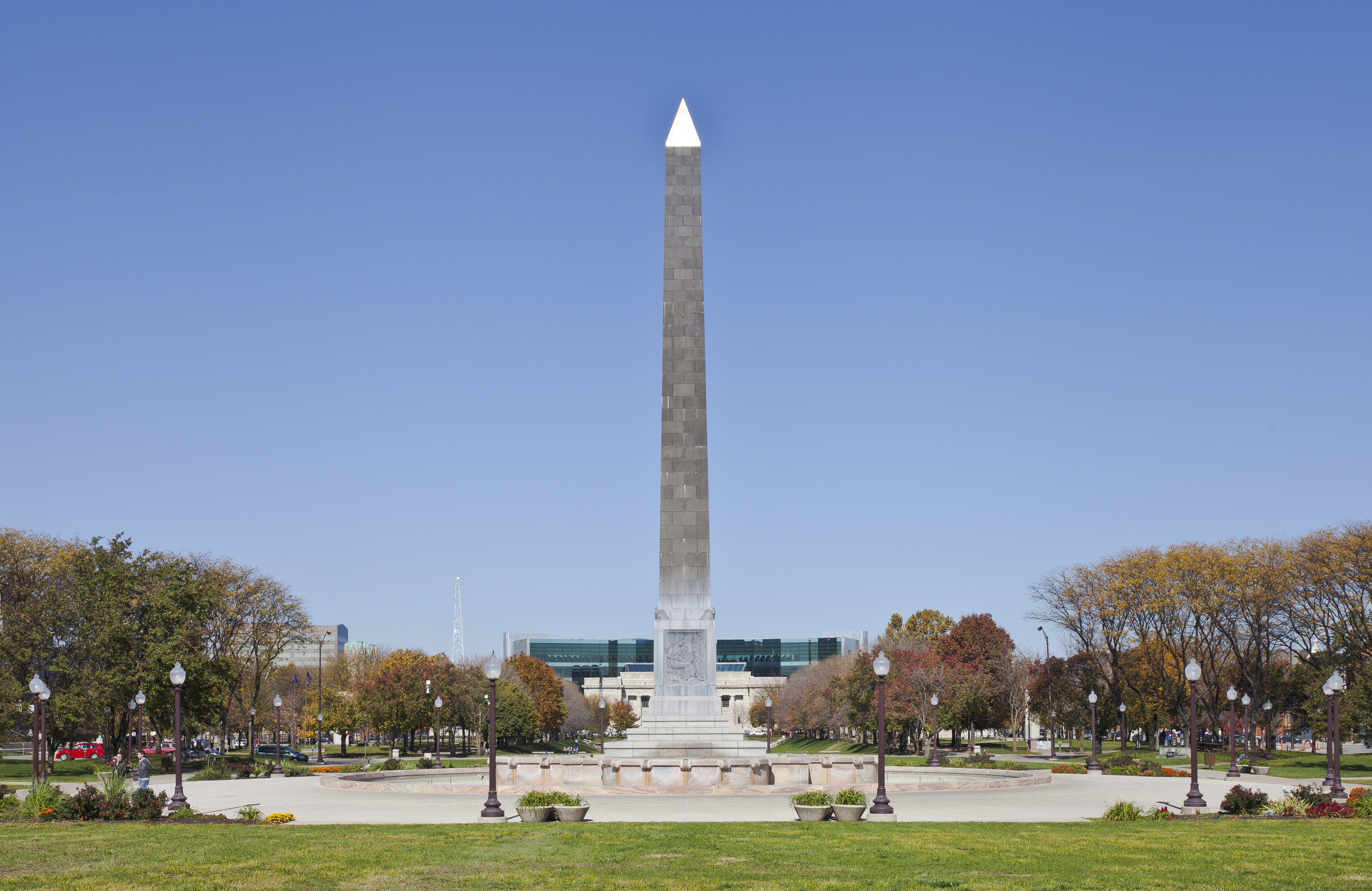
Indiana World War Memorial Plaza.

Monumento Círculo se encuentra en el centro de la ciudad, es un círculo de tráfico en la intersección de las calles Meridian y de los mercados, en este monumento se exhibe el Monumento a los Soldados y Marineros. (El Círculo de Monumento es representa en la bandera de la ciudad, y generalmente es considerado como símbolo de la ciudad.). Este monumento está en la bajo la sombra de los rascacielos más alto de Indiana (Chase Tower). Hasta el año 1970 se declaró que ningún edificio podría ser más alto que el Monumento de Soldados y Marineros.

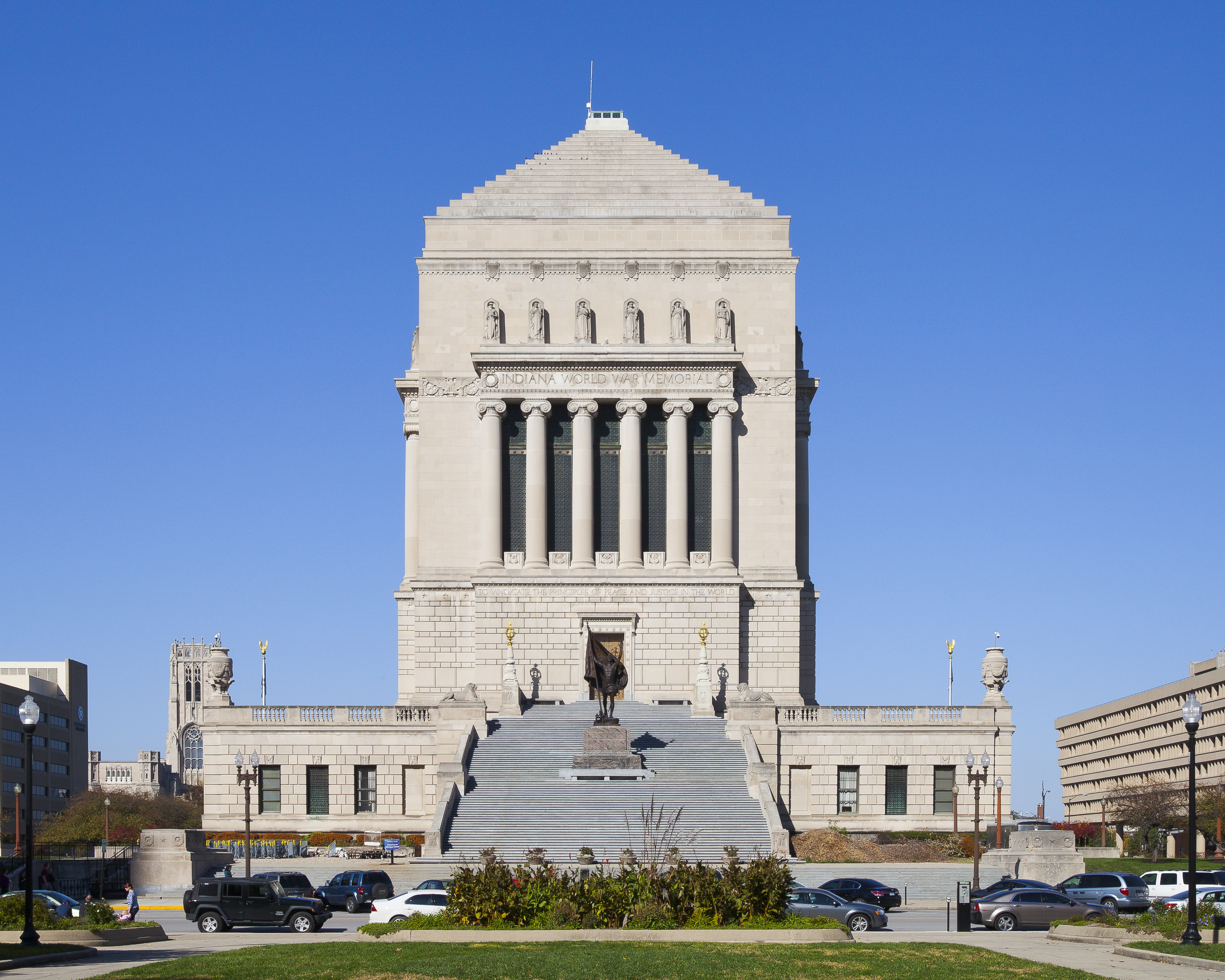
Monumento a la Guerra.

Monumento a la guerra ubicada en las intersecciones de las calles Meridian y Vermout, construido en memoria de los soldados indianos que lucharon y murieron en la Primera Guerra Mundial; pero su construcción se detuvo a causa de la Gran depresión, finalizada en 1951, aunque su propósito original fue cambiado para abarcar todas las guerras americanas en que los residentes nativos de Indiana lucharon.
El Monumento se asemeja al Mausoleo de Halicarnaso, su altura es de 64 m, haciéndolo más alto que el mausoleo original. En la entrada norte de este monumento se encuentran las jefaturas nacionales de la Legión Americana.

### Festivales
Al comenzar 1999 la ciudad se convirtió en anfitrión del Festival de jazz Indy. Es un acontecimiento de tres días llevado a cabo en el Parque Militar cerca del canal. Entre las celebridades que han participado se encuentran: B.B. King, Aretha Franklin, Bruce Hornsby, Béla Fleck and the Flecktones, Kool and the Gang, Ray Charles, The Temptations, Dave Brubeck, Emmylou Harris, Chris Isaak, Jonny Lang, Norah Jones.
Cada Memorial Day en mayo se disputan la competencia de automovilismo 500 Millas de Indianápolis en el Indianapolis Motor Speedway.

### Distritos culturales

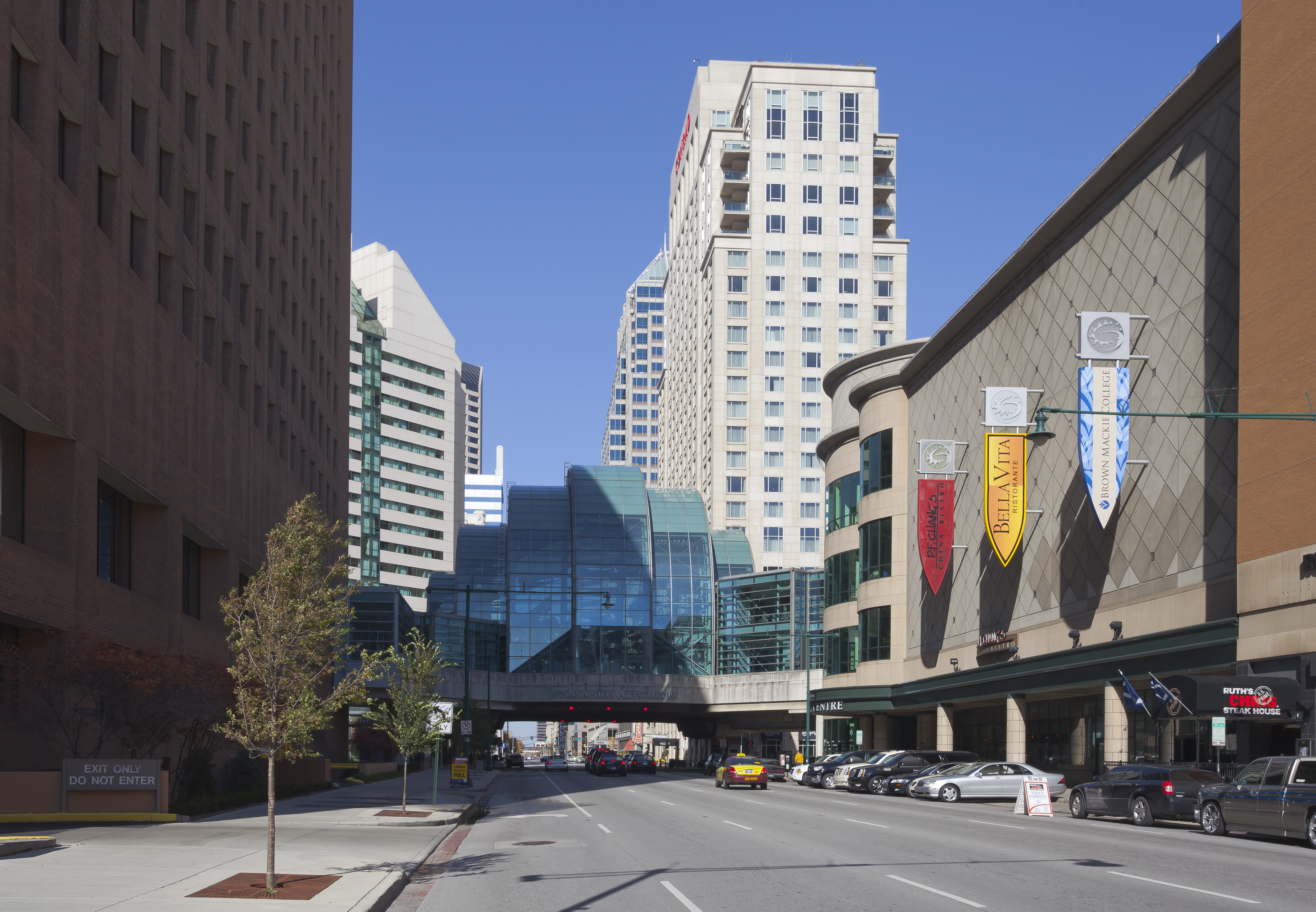
Indianapolis Artsgarden.

Cada uno de los Distritos culturales poseen un distinto aporte cultural y han contribuido en gran parte a la historia local. Actualmente los distritos son importantes fuentes para el turismo, el comercio y la vida residencial.
- Distrito de Broad Ripple Village:

Originalmente era un distrito independiente. Fue anexado en 1922, presenta una vida social activa, la cual además es impulsada por la presencia de la Universidad de Butler y una gran cantidad de galerías de arte privadas.
- Distrito de Massachusetts Avenue:

En este distrito cultural se encuentran algunos de los teatros y galerías más importantes y visitados de la ciudad, Massachusetts Avenue fue diseñada en 1821 como una de las calles diagonales al centro de la ciudad.
- Distrito Fountain Square:

Es una vecindad en el lado sureste de la ciudad, aproximadamente a unos 2.4 km de distancia del centro de Indianápolis, y se centró en la Avenida Virginia y la calle Shelby. Fountain ha sido un centro de comercio por más de cien años. La comunidad histórica está viviendo un período de restauración.
- Distrito Wholesale:

A comienzo de siglo XIX, contaba con la estación de ferrocarriles más grande de la nación, donde centenares de trenes pasaban por allí a diario, en las calles aledañas a la estación se construyeron almacenes, negocios, tiendas al por mayor y hoteles. Desafortunadamente todo se vino abajo por la gran depresión.
Desde 1995, se han invertido más de 686 millones de dólares en el área, transformándola en el distrito de las artes y de la hospitalidad. En Wholesale podemos encontrar el Teatro Hilbert Circle, donde toca la Orquesta sinfónica de Indianápolis.
- Canal y Parque estatal Río Blanco:

La restauración en esta área comenzó en 1980. El canal central ha experimentado una transformación notable; hace veinte años era un río abandonado. El canal en 1830 fue dirigido para enviar mercancías a través del estado de Indiana. Aunque el canal nunca fue utilizado para cumplir su objetivo principal, el actual embellecimiento y la preservación aseguran que seguirá siendo una fuente histórica en Indianápolis.

### Deporte
El Indianapolis Motor Speedway es un óvalo donde se disputan desde 1911 las 500 Millas de Indianápolis, una de las carreras de automovilismo más famosas del mundo y epicentro de los campeonatos de monoplazas AAA, USAC, CART y actualmente la IndyCar Series. El circuito comenzó a albergar otras carreras en la década de 1990, entre ellas las 400 Millas de Brickyard de la Copa NASCAR, el Gran Premio de Estados Unidos de Fórmula 1 y el Gran Premio de Indianápolis del Campeonato Mundial de Motociclismo.
En esta ciudad también se localiza un equipo profesional de baloncesto, los Indiana Pacers, que compiten en el pabellón Bankers Life Fieldhouse, localizado en el centro de la ciudad. Ganaron tres títulos en la American Basketball Association, en tanto que en la NBA ganaron el título de la Conferencia Este en la temporada 1999/00.
Los Indianapolis Colts son un equipo de fútbol americano que disputa la NFL desde 1984, ganando el Super Bowl en la temporada 2006/07. Su estadio es el Lucas Oil Stadium.
La ciudad albergó el Campeonato Mundial de Atletismo en Pista Cubierta de 1987, los Juegos Panamericanos de 1987, el Campeonato Mundial de Gimnasia Artística de 1991, el Campeonato Mundial de Baloncesto de 2002 y el Campeonato Mundial de Natación en Piscina Corta de 2004.
| Predecesor: Caracas | Ciudad Panamericana 1987 | Sucesor: La Habana |

## Transporte
El principal aeropuerto del estado es el Aeropuerto Internacional de Indianápolis.
Hay 6 carreteras interestatales que recorren Indianápolis y son la I-70 (Baltimore-Utah), I-74 (Cincinnati-Quad Cities), I-65 (Chicago-Alabama), I-69 (Houston-Míchigan), I-465 (anillo perimetral) y la Interestatal 865.
El organismo encargado del tránsito es La Corporación Pública de Transporte de Indianápolis, también conocida como IndyGo, fue establecida en 1975 después de que la ciudad de Indianápolis asumiera el control el sistema de tránsito de la ciudad. Antes de 1997, IndyGo fue llamado Metro.
- En 1953, se realizó la última carrera callejera. Y posteriormente los trolebúses hicieron su aparición en la ciudad cuatro años más tarde en. Desde 1957 hasta la actualidad, Indianápolis tiene un sistema de tránsito basado en el transporte público sobre todo el de buses.

## Nativos destacados
- Brendan Fraser, en 1968, actor.
- Wes Montgomery, en 1923, músico.
- Booth Tarkington, en 1869, escritor.
- Gertrude Baniszewski, en 1929, torturadora y asesina de la adolescente de 16 años Sylvia Marie Likens

## Ciudades hermanadas
- Colonia, Alemania
- Mérida, Venezuela
- Monza, Italia
- Scarborough/Toronto, Canadá
- Bogotá, Colombia
- Piran, Eslovenia
- Taipéi, Taiwán
- Lima, Perú
- Cartagena de Indias, Colombia
- Chiautempan, México
- Santiago de Querétaro, México[94]